# Рунге, Бьёрн
Бьёрн Леннарт Рунге (род. 21 июня 1961) — шведский режиссер и автор. Он был номинирован на кинопремию Северного Совета в 2006 году за фильм "Уста к устам" (швед. Mun mot mun).

## Биография
Рунге родился в Люсечиле. Он работал в кино с 20 лет, сотрудничал с Роем Андерссоном и другими. В 1989 году окончил Институт драматургии в Стокгольме.
В 1991 году он сделал короткометражный фильм Greger Olsson köper en bil, а в 2004 году получил шведскую премию "Золотой жук" за лучшую режиссуру и сценарий фильма «Если я обернусь» (Om jag vänder mig om). Фильм также выиграл "Голубого ангела" на Берлинском кинофестивале в том же году.
В 2006 году он был номинирован на кинопремию Северного совета за "Уста к устам" (Mun mot mun) с продюсером Класом Гуннарсоном (Clas Gunnarson). Фильм рассказывает о семейном кризисе, когда дочь Вера приводит домой старого преступникоа Моргана. Отец Веры, Матс, отчаянно борется за то, чтобы вернуть дочь в семью.
Рунге был режиссером ряда короткометражных фильмов и телевизионных постановок.

## Фильмография
- Festen, совместно с  Lena Koppel, 1984
- Skymningsjägare  1985
- Steward Gustafssons julafton 1985
- Brasiliens röda kaffebär 1986
- Intill den nya världens kust 1987
- Maskinen 1988
- Mördaren 1989
- Vinden 1989
- Vart skall jag fly för ditt ansikte,  совместно с Jimmy Karlsson 1989
- Morgonen 1990
- Greger Olsson köper en bil 1990
- Ögonblickets barn 1991
- En dag på stranden 1994
- Sverige in Memorian,  совместно с Lena Dahlberg 1994
- Harry & Sonja 1996
- Vulkanmannen 1997
- Raymond 1999
- Anderssons älskarinna (сериал) 2001
- Familjen  (сериал) 2002
- Om jag vänder mig om 2003
- Уста к устам (Mun mot mun) 2005
- Happy End 2011
- Жена 2017
- Сожги все мои письма 2022